# Янсан
Янсан (кор. 양산시, 梁山 市, Yangsan-si) -  місто в провінції Кьонсан-Намдо, Південна Корея .

## Історія
Людські поселення на місці Янсану відомі з давніх часів. Під час вана  Мунджу (держава Сілла) місцевість входила до складу адміністративного району Самнянджу, яке було перейменовано ваном  Тхеджо (династія Корьо) в Янджу. В епоху династії Чосон вперше з'явилася назва Янсан (правління вана Тхеджона). Тоді Янсан мав адміністративний статус повіту (кун). Статус міста (сі) був отриманий Янсаном в 1996 році у. Історія Янсану (англ.). Архів оригіналу за 12 вересня 2010.

## Географія
Розташований на південному сході Корейського півострова. На південному сході і північному сході межує відповідно з Пусаном і Ульсаном. На північному заході і південному заході межує відповідно з Мір`яном і Кімхе. Через місто протікає невелика річка Янсанчхон, а південно-західний кордон міста утворює річка Нактонган.

## Адміністративний поділ
Янсан адміністративно ділиться на 1 ип, 4 мьона і 7 донів:
| Назва       | Хангиль | Площа, км² | Населення, люд | Внутрішній поділ |
| Мульгимип   | 물금읍  | 19,61      | 28 340         | 4 рі             |
| Вондонмьон  | 원동면  | 148,03     | 3 938          | 8 рі             |
| Санбукмьон  | 상북면  | 67,81      | 16 294         | 9 рі             |
| Тонмьон     | 동면    | 56,37      | 12 093         | 8 рі             |
| Хабукмьон   | 하북면  | 68,65      | 10 267         | 8 рі             |
| Кансодон    | 강서동  | 29,79      | 8 718          |                  |
| Пхьонсандон | 평산동  | 10,69      | 26 349         |                  |
| Самсондон   | 삼성동  | 15,88      | 23 995         |                  |
| Соджудон    | 소주동  | 18,45      | 18 287         |                  |
| Сочхандон   | 서창동  | 22         | 25 612         |                  |
| Токкєдон    | 덕계동  | 13,38      | 12 395         |                  |
| Чунандон    | 중앙동  | 13,74      | 50 599         |                  |

## Економіка
Головні галузі промисловості - харчова і машинобудування. У Янсані розташовані два великих промислових комплекси. Регіональний бюджет становить 6 млрд вон.

## Туризм і пам'ятки
- Буддійський храм Тхондоса — заснований в VII столітті в епоху держави Сілла. Окремі частини храмового комплексу, а саме зал Теунджон і ступені храму Тхондоса входять у список Національних скарбів Кореї під номером 290.
- Водоспад Хонньон - розташований на горі Чхонсоунсан, висота падіння води становить 25 метрів. Хонньон в перекладі означає «Райдужний дракон».
- Фестиваль диких рододендронів на горі Чхонсоунсан. Фестиваль присвячений рододендрони, квітучим в місцевих горах, в рамках фестивалю відбуваються виступи традиційних фольклорних колективів, джазовий концерт, літературні та музичні конкурси, художні виставки.
- Парк розваг Тхондо Фантазія — на території парку розташовано озеро, откритий театр, виставкова зала, ковзанка та парк атракціонів.
- Гірськолижний курорт Eden Valley. Пропускна здатність підйомника — 11000 осіб на годину.

## Міста-побратими
У Янсана є два міста-побратима:
- Хондзьо (префектура Акіта), Японія — з 1997 (у 2005 році Хондзьо увійшов до складу нового міста Юрі-Хондзьо).
- Чіндо (провінція Чолла-Намдо), Південна Корея — з 1998.

## Символи
Як і інші міста та повіти Південної Кореї, Янсан має ряд символів: 
- Дерево: китайський лоропеталум — є символом невинності.
- Квітка: магнолія — символізує силу та єдність громадян міста.
- Маскоти: хлопчик та дівчинка Сані й Яні, персоніфікують гори і Сонце відповідно.

## Див. Також
- Міста Південної Кореї